# Julien Saby
Julien Jacques Saby (Saint-Fons, 15 settembre 1902 – Saint-Ismier, 15 novembre 1992) è stato un rugbista a 15, allenatore di rugby a 15 e dirigente sportivo francese, considerato tra i personaggi più influenti per lo sviluppo del rugby a XV in Italia e la modernizzazione della disciplina in Francia.

## Biografia

### Primi anni e attività di giocatore
Saby nacque a Saint-Fons, nel Rodano; suo padre, arbitro a Lione, lo avviò alla pratica del rugby molto presto (3 anni); a 11 anni la famiglia si trasferì a Grenoble, città nella cui omonima squadra Saby iniziò, durante la Grande Guerra, a muovere i primi passi nel rugby di un certo livello.
Dopo il conflitto divenne titolare.
Dovette rinunciare tuttavia allo sport attivo per via della sua attività professionale: funzionario commerciale della petrolifera Texaco Europa, attraverso i suoi avanzamenti di carriera giunse fino alla carica di direttore per l'Europa meridionale, lavoro che tuttavia declinò per dedicarsi all'attività sportiva; a 28 anni divenne quindi giocatore-allenatore del Dole, dove ebbe contrasti con la dirigenza, abituata a sostituirsi al tecnico nella formazione della squadra.
Decise quindi di interrompere il rapporto con il club.

### Attività da allenatore
Nel 1934 Saby partecipò a un concorso internazionale indetto dalla F.I.R. per la ricerca di un allenatore per la Nazionale italiana, del quale risultò vincitore: fino al 1937, a più riprese, fu il tecnico della squadra, che accompagnò al secondo posto nel Torneo FIRA 1937 (sconfitta in finale dalla Francia); nel 1935 Saby, con la collaborazione di Renzo Maffioli che ne curò la traduzione, fu autore di un manuale tecnico destinato a tutti gli operatori del rugby italiano e contemporaneamente si spese in seminari, corsi e conferenze presso club, istituzioni militari, centri universitari e settori arbitrali; dopo l'Accordo di Monaco tra Hitler e Mussolini (1938) decise di rientrare in Francia insieme a sua moglie.
Stabilitosi a Parigi, intraprese gli studi di terapia fisiocinetica e assunse la direzione tecnica dell'U.S. Métro; subito dopo conseguito il diploma, fu sfollato a Grenoble e poi a Pontarlier; alla fine della guerra intraprese la sua nuova professione a Grenoble e divenne insegnante di educazione fisica nel liceo nel quale anni prima aveva conseguito la maturità, lo Champollion.
Nel 1946 propose alla Fédération Française de Rugby un progetto di riforma dei quadri tecnici su base regionale, senza successo; tornò quindi al rugby, allenando il Grenoble dal 1947 al 1949.
Negli anni cinquanta riallacciò i rapporti con la Federazione Italiana Rugby e riprese la guida della Nazionale italiana dal 1951 al 1954, poi, tornato in patria, assunse l'incarico di direttore dell'Istituto Nazionale dello Sport e responsabile per la FFR del comitato regionale delle Alpi, pur senza interrompere la sua collaborazione con il rugby italiano, per il quale organizzò nel corso degli anni diverse sessioni d'aggiornamento destinate ai quadri tecnici e agli insegnanti della disciplina.
A tale attività affiancò anche quella per affermare il ruolo istruttivo del rugby tra i giovani, sostenendo la necessità di educare alla disciplina sportiva i ragazzi fin dai primi anni di scuola e non soltanto dalle superiori, come era uso in Francia ancora nel secondo dopoguerra.
Nel 1976, con la collaborazione degli ex tecnici azzurri Giuseppe Sessa e Aldo Invernici, quest'ultimo all'epoca presidente della F.I.R., diede alle stampe Il rugby, ritenuta al momento della sua uscita la più importante opera su tale disciplina mai pubblicata.
Nel 1974-75 tornò di nuovo sulla panchina, guidando il Rovigo alla conquista del titolo nella stagione successiva.
A seguire divenne consulente tecnico dell'Amatori Milano
Morì a novant'anni, il 15 novembre 1992 a Saint-Ismier.

## Palmarès

### Allenatore
- Campionati italiani: 2
Amatori Milano: 1935-36
Rovigo: 1975-76

## Opere
- Julien Saby, Aldo Invernici e Giuseppe Sessa, Il rugby, Roma, Società Stampa Sportiva, 1976.